# Stypommisa serena
Stypommisa serena är en tvåvingeart som först beskrevs av Krober 1931.  Stypommisa serena ingår i släktet Stypommisa och familjen bromsar. Inga underarter finns listade i Catalogue of Life.